# Xenonychus aralocaspius
Xenonychus aralocaspius är en skalbaggsart som beskrevs av Kryzhanovskij in Kryzhanovskij och Reichardt 1976. Xenonychus aralocaspius ingår i släktet Xenonychus och familjen stumpbaggar. Inga underarter finns listade i Catalogue of Life.